# Emil Gábori
Emil Gábori (Gabory ou Gabrowitz), né en 1909 et mort après 1945, est un joueur hongrois de tennis.

## Carrière
Il atteint les 1/8 de finale en simple du tournoi de Roland Garros en 1938 et 1939.
Il atteint les 1/8 de finale en simple du tournoi de Wimbledon en 1936.
Il joue avec l'Équipe de Hongrie de Coupe Davis de 1931 à 1939 sauf en 1935.

## Palmarès

### Finale en double mixte
| No | Date | Nom et lieu du tournoi       | Catégorie | Surface      | Vainqueurs                         | Partenaire      | Score    |  |
| -- | ---- | ---------------------------- | --------- | ------------ | ---------------------------------- | --------------- | -------- |  |
| 1  | 1933 | Internationaux d'Italie Rome |           | Terre (ext.) | Dorothy Andrus André Martin-Legeay | Yvana Orlandini | 6-4, 6-3 |  |